# Lavacquerie
Lavacquerie est une commune française située dans le département de l'Oise, en région Hauts-de-France.

## Géographie

### Localisation

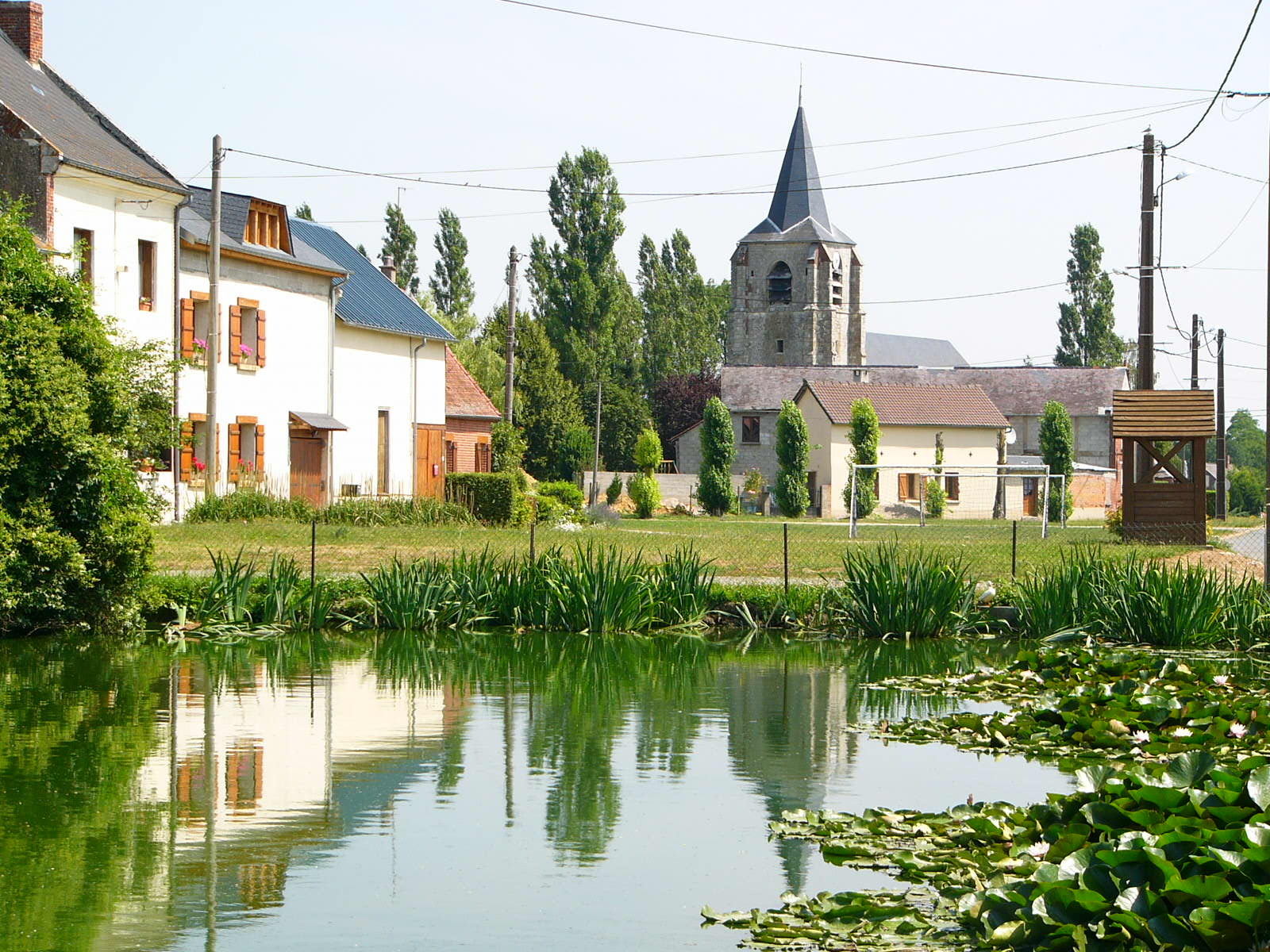
L'église Saint-Firmin, depuis la mare de la rue principale, avant son réaménagement

Lavacquerie est un village rural situé sur le Plateau picard, dans l'Oise et en limite du département de la Somme, à 28 km au nord de Beauvais et à la même distance au sud-ouest d'Amiens, aisément accessible par l'autoroute A16 .
La commune se trouve dans l'aire d'attraction de Beauvais ainsi que dans sa zone d'emploi, et dans le bassin de vie de Conty

### Communes limitrophes
Les communes limitrophes sont  Beaudéduit, Belleuse, Catheux, Croissy-sur-Celle, Fontaine-Bonneleau, Le Mesnil-Conteville et Thoix.
| Thoix Somme          | Belleuse Somme |                    |
| Beaudéduit           | Lavacquerie    | Croissy-sur-Celle  |
| Le Mesnil-Conteville | Catheux        | Fontaine-Bonneleau |

### Géologie et relief
La superficie de la commune est de 8,28 km2 ; son altitude varie de 118  à   187 mètres.
Le village est bordé par deux vallées marquées, celle des Évoissons (et plus précisément de la rivière des Parquets) et celle de la Selle, deux affluents de la Somme.

### Hydrographie

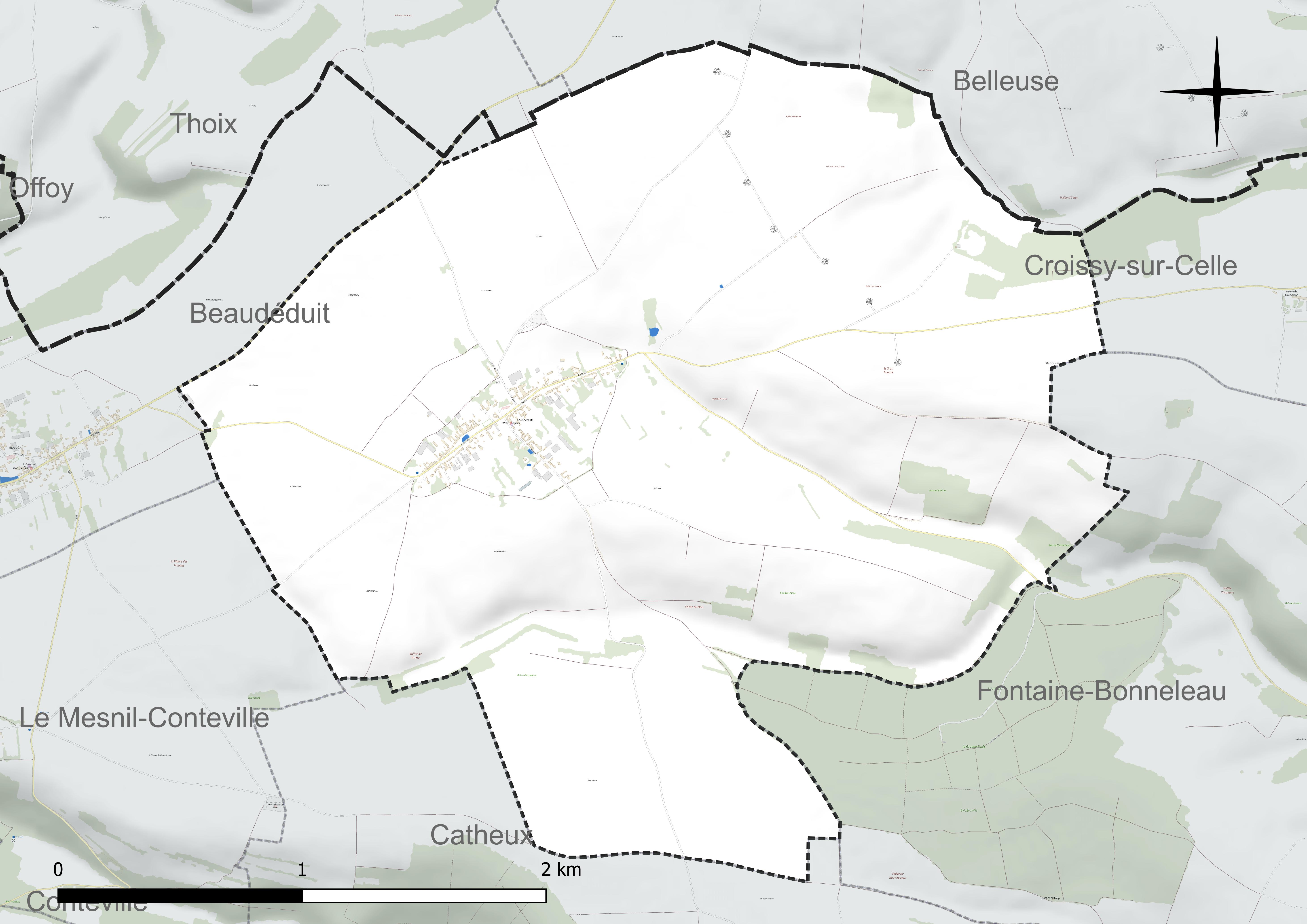
Réseau hydrographique de Lavacquerie.

La commune est située dans le bassin Artois-Picardie.
Elle n'est drainée par aucun cours d'eau.

### Climat
Pour des articles plus généraux, voir Climat des Hauts-de-France et Climat de l'Oise.
En 2010, le climat de la commune est de type climat océanique dégradé des plaines du Centre et du Nord, selon une étude du CNRS s'appuyant sur une série de données couvrant la période 1971-2000. En 2020, Météo-France publie une typologie des climats de la France métropolitaine dans laquelle la commune est exposée à un climat océanique et est dans la région climatique Nord-est du bassin Parisien, caractérisée par un ensoleillement médiocre, une pluviométrie moyenne régulièrement répartie au cours de l'année et un hiver froid (3 °C).
Pour la période 1971-2000, la température annuelle moyenne est de 10,2 °C, avec une amplitude thermique annuelle de 14,9 °C. Le cumul annuel moyen de précipitations est de 788 mm, avec 12,2 jours de précipitations en janvier et 8,5 jours en juillet. Pour la période 1991-2020, la température moyenne annuelle observée sur la station météorologique la plus proche, située sur la commune de Rouvroy-les-Merles à 19 km à vol d'oiseau, est de 10,7 °C et le cumul annuel moyen de précipitations est de 647,9 mm,. Pour l'avenir, les paramètres climatiques de la commune estimés pour 2050 selon différents scénarios d'émission de gaz à effet de serre sont consultables sur un site dédié publié par Météo-France en novembre 2022.

## Urbanisme

### Typologie
Au 1er janvier 2024, Lavacquerie est catégorisée commune rurale à habitat dispersé, selon la nouvelle grille communale de densité à sept niveaux définie par l'Insee en 2022.
Elle est située hors unité urbaine. Par ailleurs la commune fait partie de l'aire d'attraction de Beauvais, dont elle est une commune de la couronne,. Cette aire, qui regroupe 162 communes, est catégorisée dans les aires de 50 000 à moins de 200 000 habitants,.

### Occupation des sols

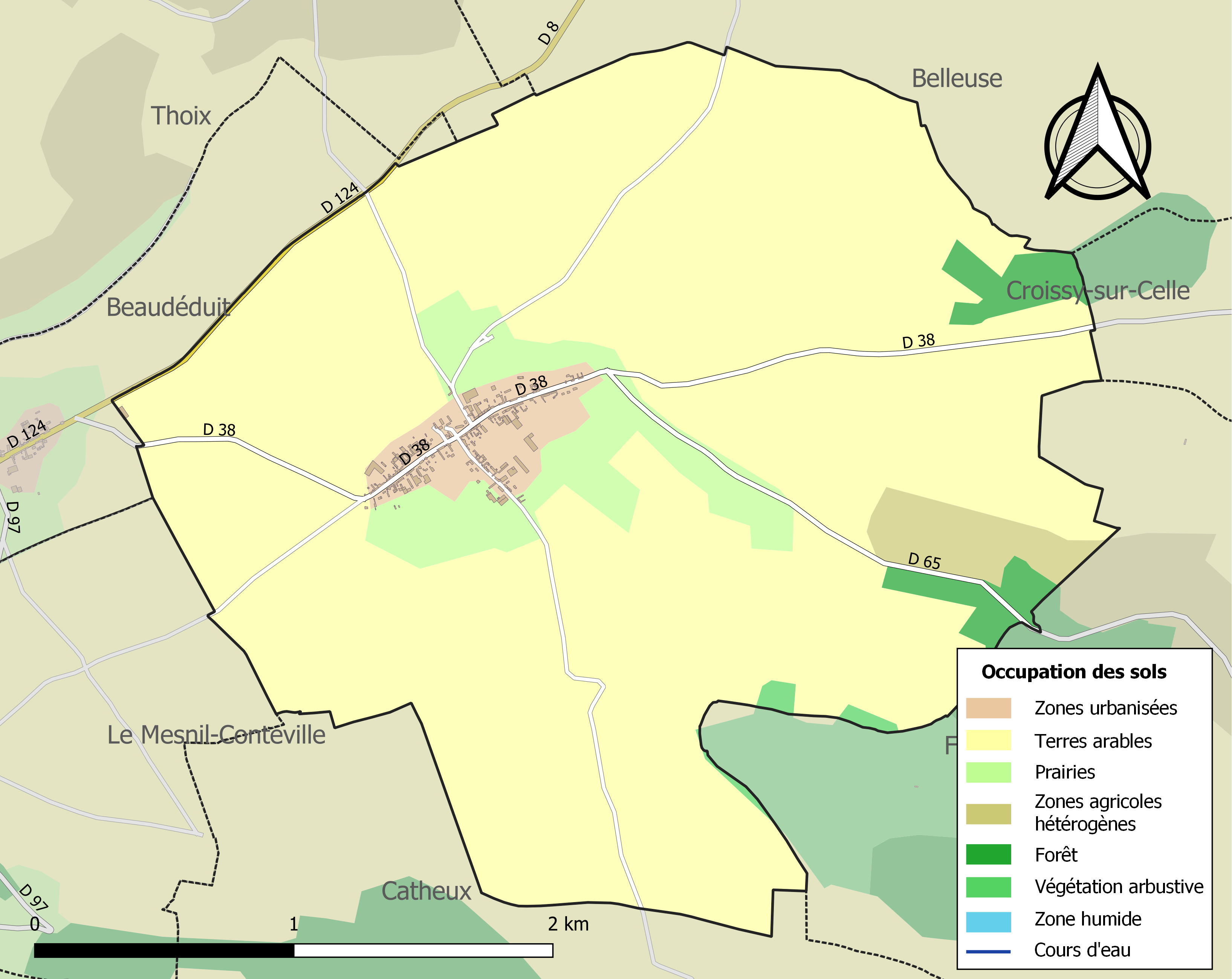
Carte des infrastructures et de l'occupation des sols de la commune en 2018 (CLC).

L'occupation des sols de la commune, telle qu'elle ressort de la base de données européenne d'occupation biophysique des sols Corine Land Cover (CLC), est marquée par l'importance des territoires agricoles (93,7 % en 2018), une proportion identique à celle de 1990 (93,7 %).
La répartition détaillée en 2018 est la suivante : terres arables (84,7 %), prairies (6,8 %), zones urbanisées (3,3 %), forêts (2,6 %), zones agricoles hétérogènes (2,3 %), milieux à végétation arbustive et/ou herbacée (0,4 %).
L'évolution de l'occupation des sols de la commune et de ses infrastructures peut être observée sur les différentes représentations cartographiques du territoire : la carte de Cassini (XVIIIe siècle), la carte d'état-major (1820-1866) et les cartes ou photos aériennes de l'IGN pour la période actuelle (1950 à aujourd'hui).

### Habitat et logement
En 2021, le nombre total de logements dans la commune était de 88, alors qu'il était de 90 en 2016 et de 91 en 2011.
Parmi ces logements, 80,8 % étaient des résidences principales, 12,4 % des résidences secondaires et 6,8 % des logements vacants. Ces logements étaient  tous des maisons individuelles.
Le tableau ci-dessous présente la typologie des logements à Lavacquerie en 2021 en comparaison avec celle de l'Oise et de la France entière. Une caractéristique marquante du parc de logements est ainsi une proportion de résidences secondaires et logements occasionnels (12,4 %) supérieure à celle du département (2,4 %) et à celle de la France entière (9,7 %).
| Typologie                                               | Lavacquerie | Oise | France entière |
| ------------------------------------------------------- | ----------- | ---- | -------------- |
| Résidences principales (en %)                           | 80,8        | 90,5 | 82,2           |
| Résidences secondaires et logements occasionnels (en %) | 12,4        | 2,4  | 9,7            |
| Logements vacants (en %)                                | 6,8         | 7    | 8,1            |

### Voies de communication et transports
Lavacquerie est située hors des grands axes de circulation du secteur.  Elle est reliée aux bourgs voisins par  la RD 124, qui constitue la limite nord de son territoire, et qui mène à Grandvilliers et à Conty. La RD 38 dessert le village et mène à Croissy-sur-Celle  et à l'autoroute A16et la RD 65 à Breteuil. On accède à Crèvecœur-le-Grand par une voie communale.
La commune est desservie, en 2024, par les lignes 614, 616, 6103 et 6113 du réseau interurbain de l'Oise et par la ligne 733 du réseau Trans'80

### Énergie

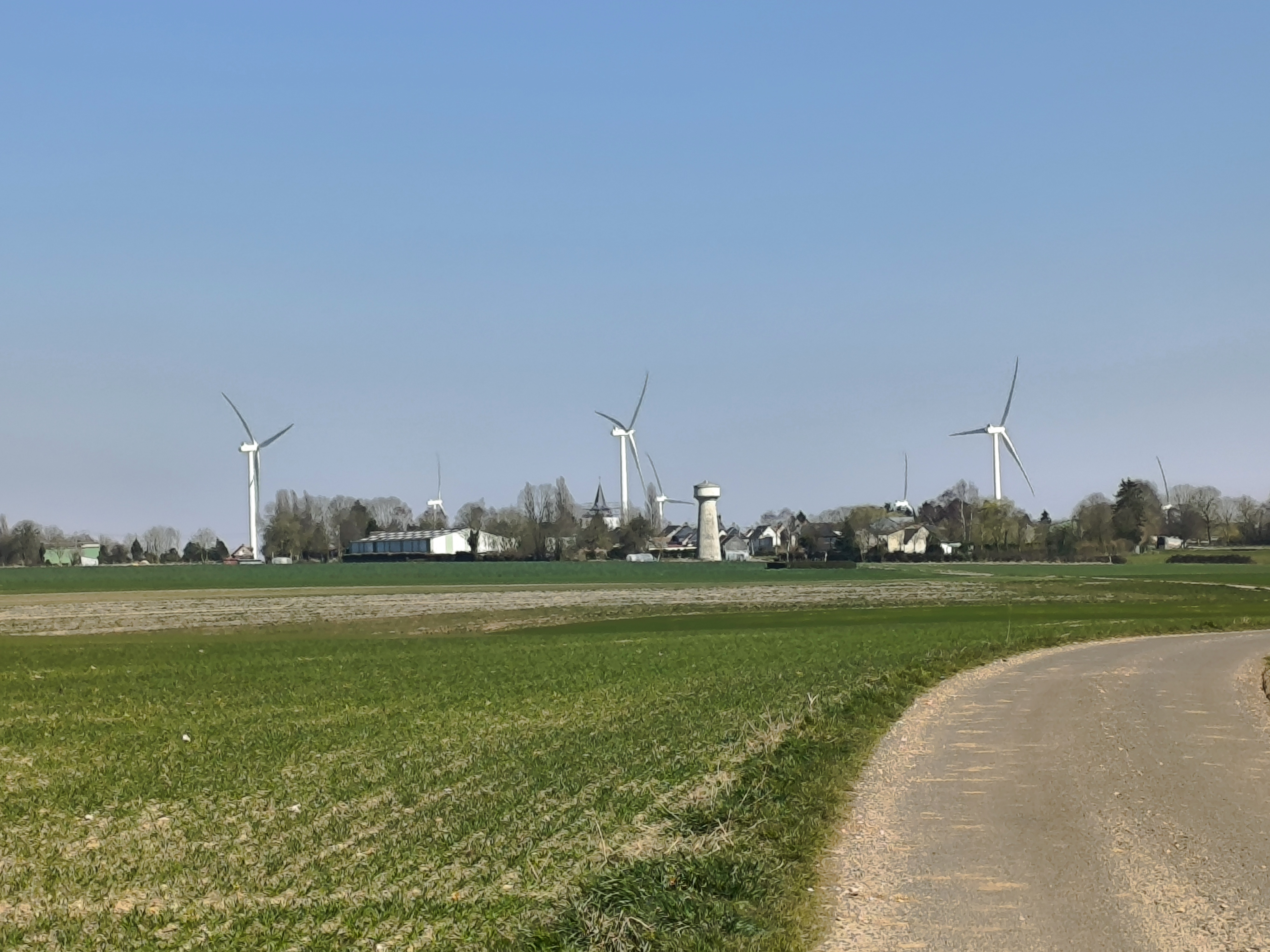
Les éoliennes au-delà du village

Un parc éolien de douze éoliennes de 2,85 MW de puissance unitaire pour une puissance totale installée de 34,2 MW est réalisé en 2019-2020 sur Lavacquerie et Belleuse.
Les recettes générées par cet équipement permettent la rénovation de l'éclairage public et le financement de travaux urgents à l'église Saint-Firmin

## Toponymie
Le nom de la localité est attesté sous les formes Vaccaria (850) ; Gualterus major de Vaccaria (1142) ; terras Vaccariarum (1154) ; Vaccariae (1162) ; Vacariœ (1166) ; de Vaccariis (1169) ; de Vacaria (1186) ; major de Vaccaria (1242) ; Petrus major de Vakaria (1242) ; Vacquerie (vers 1570) ; Lavacqueries (vers 1570) ; la Vacquerie (1667) ; la Vaquerie (XVIIIe) ; Lavacquerie (1840).
Du latin vacca « vache ». Vacquerie est une forme dialectale de vacherie qui en ancien français désignait un « endroit où il y a des vaches », un « troupeau de vaches ».

## Histoire

### Ancien Régime
Louis Graves écrivait au début du XIXe siècle : « Lavacquerie fut compris dans le comté de Corbie.
La seigneurie appartenait au chapitre de la cathédrale d'Amiens auquel elle fut donnée le 30 mars 850, par le comte Angilquin qui la tenait de Louis le Débonnaire et de Charles le Chauve. Raoul de Crépy, comte d'Amiens, y ajouta en 1069 les droits que les vicomtes y possédaient.
L'évêque d'Amiens nommait à la cure dédiée à Saint-Firmin et devenue aujourd'hui simple succursale ».
Graves mentionne également l'existence de « deux forts ou souterrains sous le village », muches qui servaient à protéger les populations civiles pendant les guerres. Ces ouvrages semblent ne plus être connus.

#### Circonscriptions d'ancien régime
Circonscriptions religieuses sous l'Ancien Régime : 
Paroisse : Saint-Firmin •
Doyenné : Conty • 
Archidiaconé : Amiens • 
Diocèse : Amiens.
Circonscriptions administratives sous l'Ancien Régime : 
Intendance (1789): Amiens • 
Élection (1789) : Amiens • 
Subdélégation : ?  •
Grenier à sel (1789): Grandvilliers • 
Coutume : Amiens • 
Parlement :  Paris  • 
Bailliage : Amiens
Prévôté : Prévôté royale du Beauvaisis • 
Gouvernement : Picardie.

### Époque contemporaine

Lavacquerie à la fin du XIXe siècle ou au  début du XXe siècle
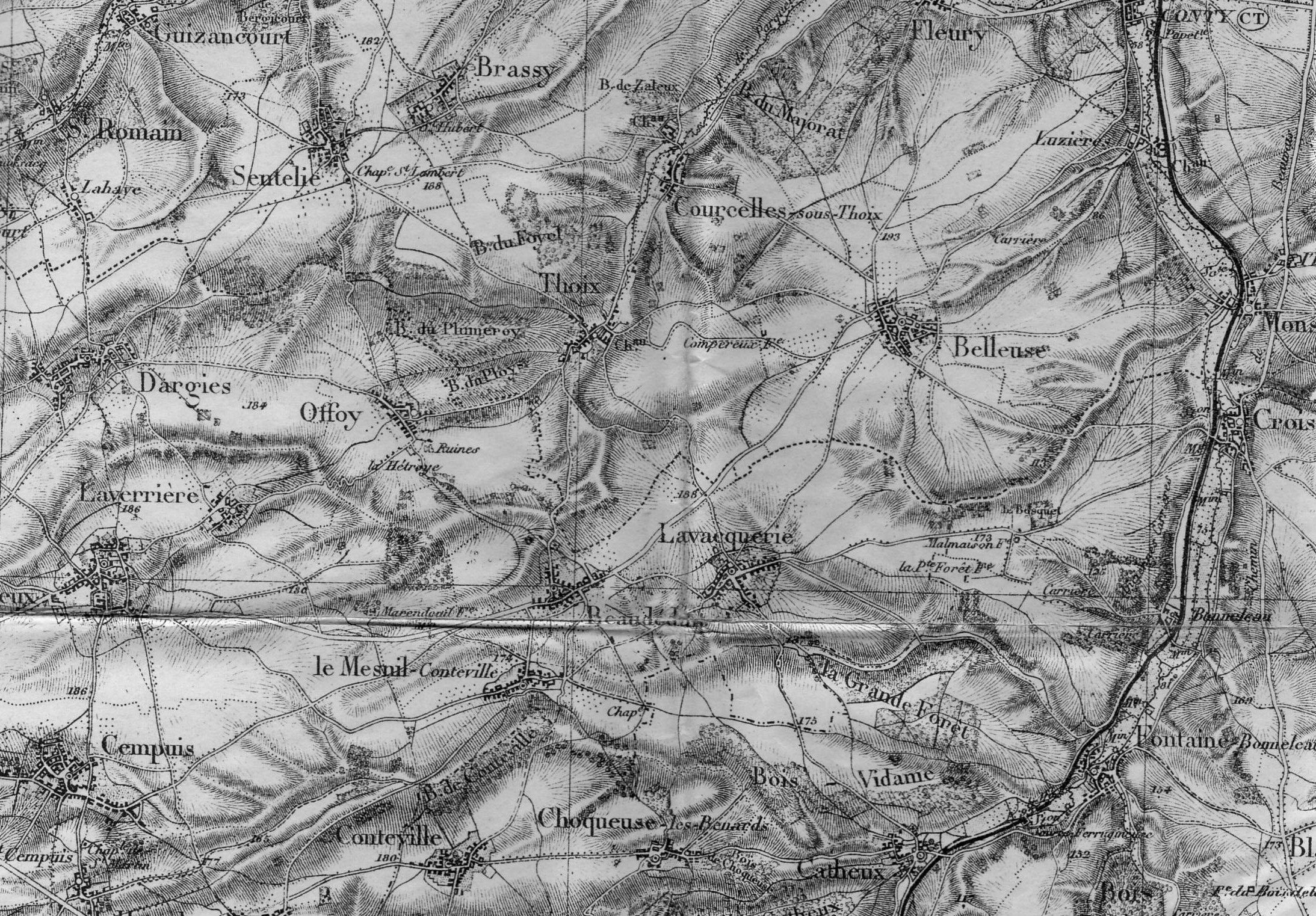
Lavacquerie et ses environs, en 1885.
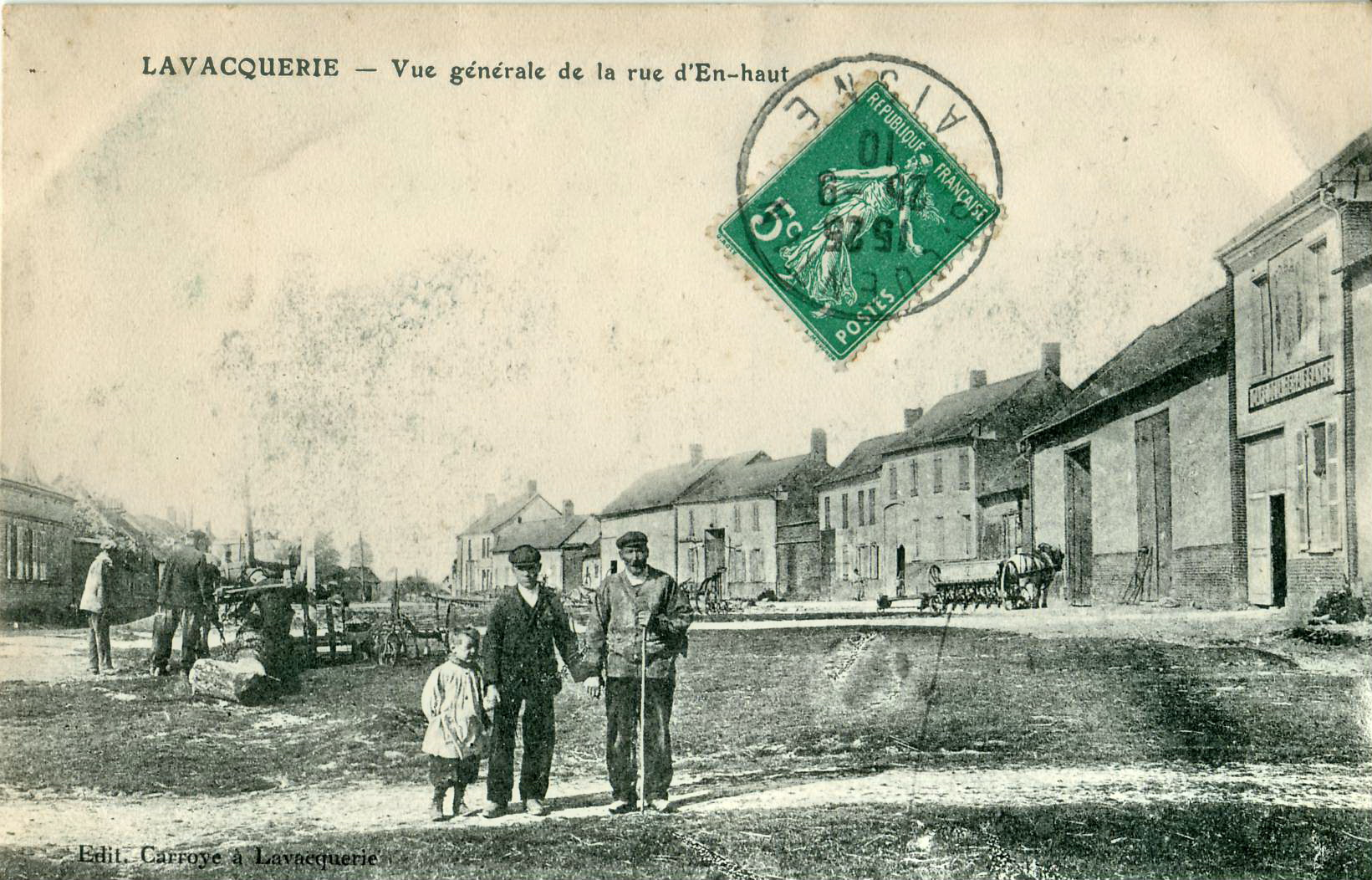
La rue Principale, au début du XXe siècle.

## Politique et administration

### Rattachements administratifs et électoraux

#### Rattachements administratifs
La commune se trouve dans l'arrondissement de Beauvais du département de l'Oise.
Elle fait partie depuis 1801 du canton de Grandvilliers. Dans le cadre du redécoupage cantonal de 2014 en France, cette circonscription administrative territoriale a disparu, et le canton n'est plus qu'une circonscription électorale.

#### Rattachements électoraux
Pour les élections départementales, la commune fait partie depuis 2014 d'un nouveau canton de Grandvilliers porté de 23 à 101 communes.
Pour l'élection des députés, elle fait partie depuis 1988 de la deuxième circonscription de l'Oise.

### Intercommunalité
Lavacquerie est membre de la communauté de communes de la Picardie verte, un établissement public de coopération intercommunale (EPCI) à fiscalité propre créé en 1997 et auquel la commune a transféré un certain nombre de ses compétences, dans les conditions déterminées par le code général des collectivités territoriales.
Cette intercommunalité a succédé à plusieurs SIVOM, dont celui de Grandvilliers dont la commune était déjà adhérente

### Liste des maires
| Période                                  | Période                    | Identité             | Étiquette | Qualité                                 |
| ---------------------------------------- | -------------------------- | -------------------- | --------- | --------------------------------------- |
| Les données manquantes sont à compléter. |                            |                      |           |                                         |
|                                          |                            |                      |           |                                         |
| années 1970                              |                            | M. Caron             |           | Décédé en fonction                      |
|                                          |                            |                      |           |                                         |
| mars 2001                                | 2 mars 2013                | Marcel Goëthals      |           | Agriculteur retraité Décédé en fonction |
| 26 avril 2013                            | juillet 2020               | Philippe Belleperche |           | Menuisier ébéniste                      |
| juillet 2020,                            | En cours (au 17 août 2024) | Paul Jamault         |           | Horticulteur retraité                   |

## Équipements et services publics

### Enseignement
Les enfants de la commune sont scolarisés au sein d'un regroupement pédagogique intercommunal rassemblant Beaudéduit, Lavacquerie et Le Mesnil-Conteville, avec, en 2018, une seule classe par commune :  À  Lavacquerie  sont  rassemblés  dans  une  classe une quinzaine d'enfants de la petite section de maternelle au CP. À Beaudéduit, une petite vingtaine d'élèves du CE1 au CM2,,.

## Population et société

### Démographie

#### Évolution démographique
L'évolution du nombre d'habitants est connue à travers les recensements de la population effectués dans la commune depuis 1793. Pour les communes de moins de 10 000 habitants, une enquête de recensement portant sur toute la population est réalisée tous les cinq ans, les populations de référence des années intermédiaires étant quant à elles estimées par interpolation ou extrapolation. Pour la commune, le premier recensement exhaustif entrant dans le cadre du nouveau dispositif a été réalisé en 2005.

En 2022, la commune comptait 185 habitants, en évolution de −11,06 % par rapport à 2016 (Oise : +0,87 %, France hors Mayotte : +2,11 %).
| 1793 | 1800 | 1806 | 1821 | 1831 | 1836 | 1841 | 1846 | 1851 |
| ---- | ---- | ---- | ---- | ---- | ---- | ---- | ---- | ---- |
| 500  | 335  | 533  | 601  | 548  | 542  | 502  | 511  | 487  |

| 1856 | 1861 | 1866 | 1872 | 1876 | 1881 | 1886 | 1891 | 1896 |
| ---- | ---- | ---- | ---- | ---- | ---- | ---- | ---- | ---- |
| 465  | 482  | 424  | 406  | 394  | 329  | 311  | 277  | 276  |

| 1901 | 1906 | 1911 | 1921 | 1926 | 1931 | 1936 | 1946 | 1954 |
| ---- | ---- | ---- | ---- | ---- | ---- | ---- | ---- | ---- |
| 266  | 267  | 275  | 219  | 240  | 221  | 206  | 239  | 246  |

| 1962 | 1968 | 1975 | 1982 | 1990 | 1999 | 2005 | 2006 | 2010 |
| ---- | ---- | ---- | ---- | ---- | ---- | ---- | ---- | ---- |
| 200  | 216  | 142  | 154  | 168  | 181  | 210  | 216  | 208  |

| 2015 | 2020 | 2022 | - | - | - | - | - | - |
| ---- | ---- | ---- | - | - | - | - | - | - |
| 211  | 189  | 185  | - | - | - | - | - | - |

#### Pyramide des âges
La population de la commune est relativement jeune.
En 2018, le taux de personnes d'un âge inférieur à 30 ans s'élève à 37,0 %, soit en dessous de la moyenne départementale (37,3 %). À l'inverse, le taux de personnes d'âge supérieur à 60 ans est de 21,7 % la même année, alors qu'il est de 22,8 % au niveau départemental.
En 2018, la commune comptait 103 hommes pour 98 femmes, soit un taux de 51,24 % d'hommes, largement supérieur au taux départemental (48,89 %).
Les pyramides des âges de la commune et du département s'établissent comme suit.
| Hommes | Classe d’âge | Femmes |
| ------ | ------------ | ------ |
| 0,0    | 90 ou +      | 0,0    |
| 4,1    | 75-89 ans    | 5,4    |
| 16,5   | 60-74 ans    | 17,4   |
| 23,7   | 45-59 ans    | 18,5   |
| 17,5   | 30-44 ans    | 22,8   |
| 17,5   | 15-29 ans    | 15,2   |
| 20,6   | 0-14 ans     | 20,7   |

| Hommes | Classe d’âge | Femmes |
| ------ | ------------ | ------ |
| 0,5    | 90 ou +      | 1,4    |
| 5,5    | 75-89 ans    | 7,6    |
| 15,6   | 60-74 ans    | 16,3   |
| 20,8   | 45-59 ans    | 20     |
| 19,4   | 30-44 ans    | 19,4   |
| 17,6   | 15-29 ans    | 16,2   |
| 20,6   | 0-14 ans     | 19,1   |

### Manifestations culturelles et festivités
L'association d'artistes et de plasticiens Les Esserres, organise trois festivals chaque année dans un ancien site horticole vieux de plus d'un demi-siècle. D'importants travaux d'aménagement sont entrepris pendant cinq ans pour préserver trois serres en verre.  En 2024, l'association organise notamment le festival artistique les Slounisaks, le festival Essertival, la Nuit des étoiles,.

Les Esserres
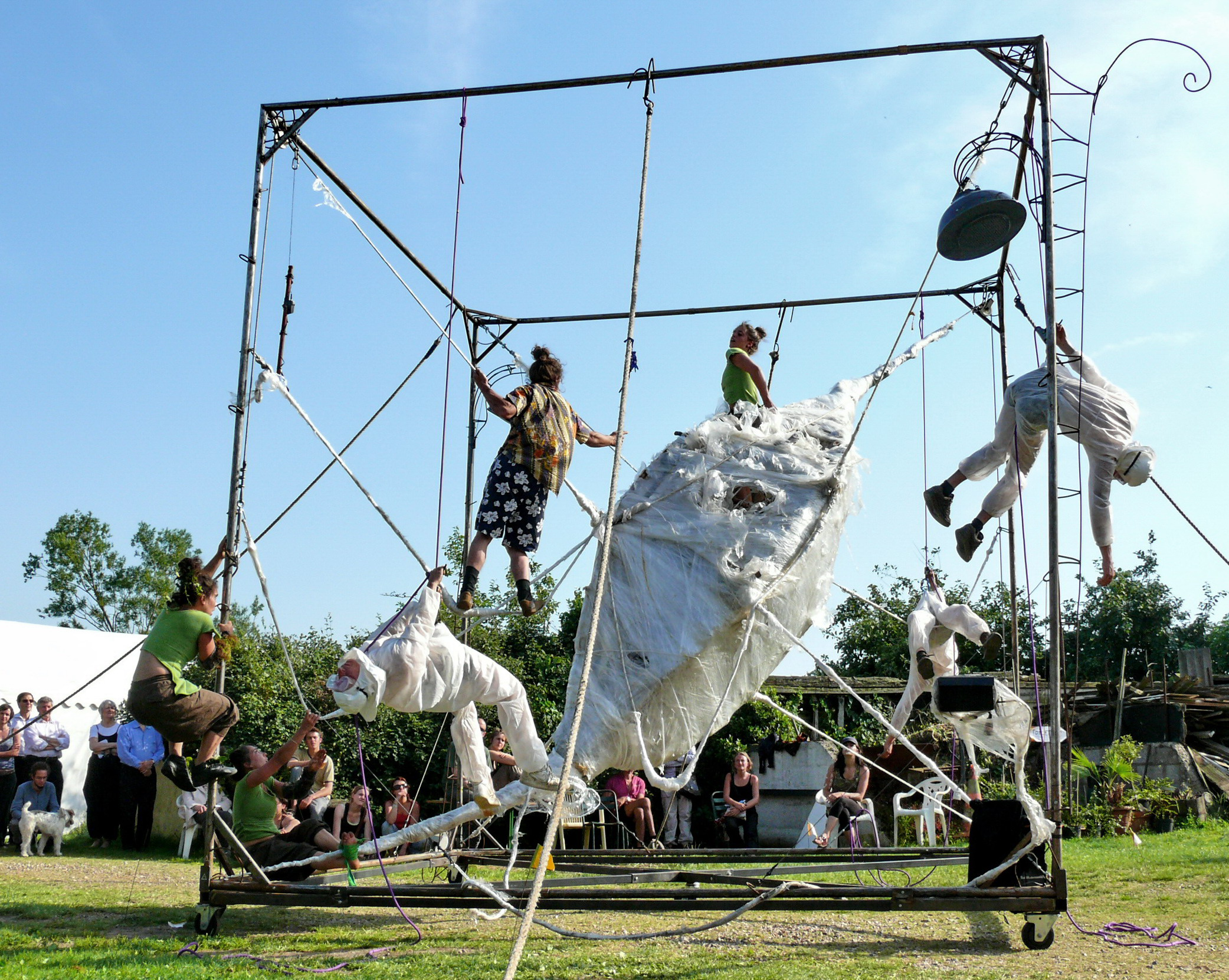
Essertival 2007 : spectacle de la compagnie Osemonde.
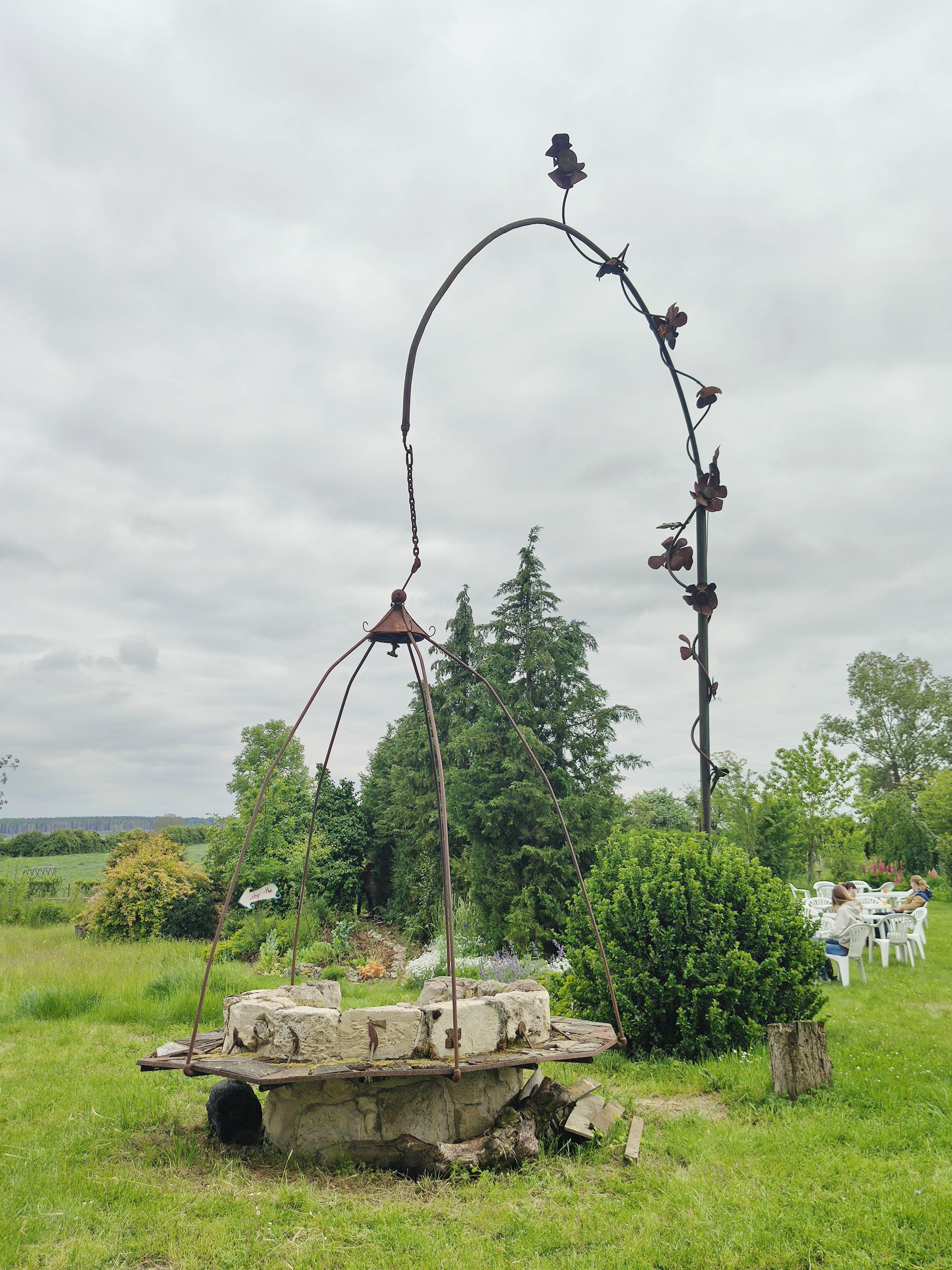
Le barbecue artistique des Esserres
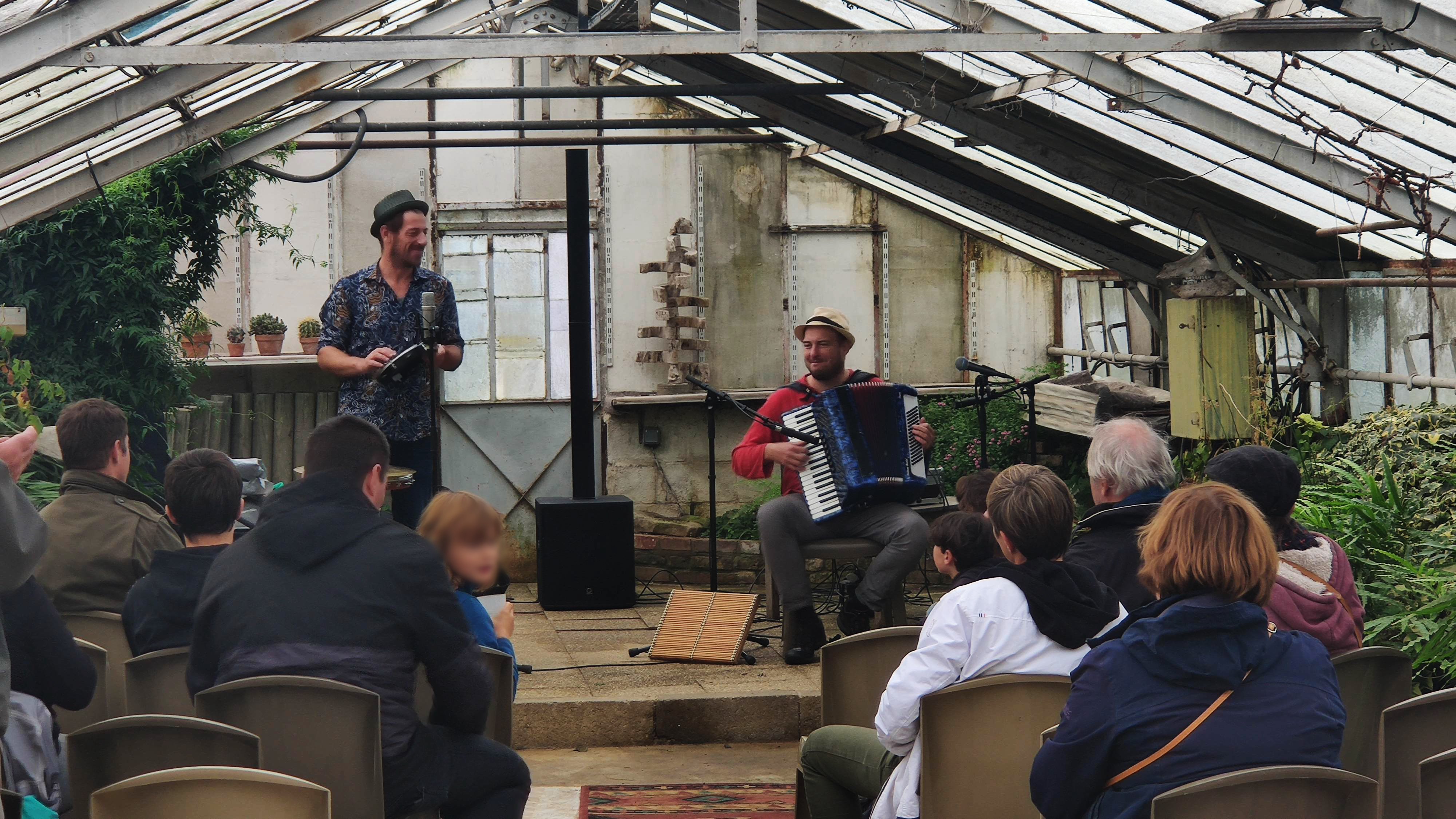
Concert dans les serres - Festival Automnales 2021 - Compagnie Gatsibella

.

## Économie
La commune accueille quelques artisans, mais n'a plus de commerces de proximité.
L'activité principale de la commune est l'agriculture et l'élevage bovin.

## Culture locale et patrimoine

### Lieux et monuments
- L'église Saint-Firmin, qui est une des très rares églises du XIIe siècle subsistante dans la partie picarde de l'Oise. Elle comprend un chœur à chevet polygonal gothique et un clocher-porche est du XVe siècle. Son autel-retable est remarquable[42],[14]. E4n mauvais état, elle bénéficie de gros travaux de confortation depuis 2023[43],[44]

Ses fonts baptismaux  Classé MH (1913, Fonts baptismaux) du XIIIe siècle, sont composés d'une cuve en plomb de forme circulaire, très légèrement tronconique, formée de deux éléments assemblés et d'un socle en pierre taillée, polie, de même diamètre que la cuve et décorée en partie supérieure de deux tores circulaires séparés par une large gorge.

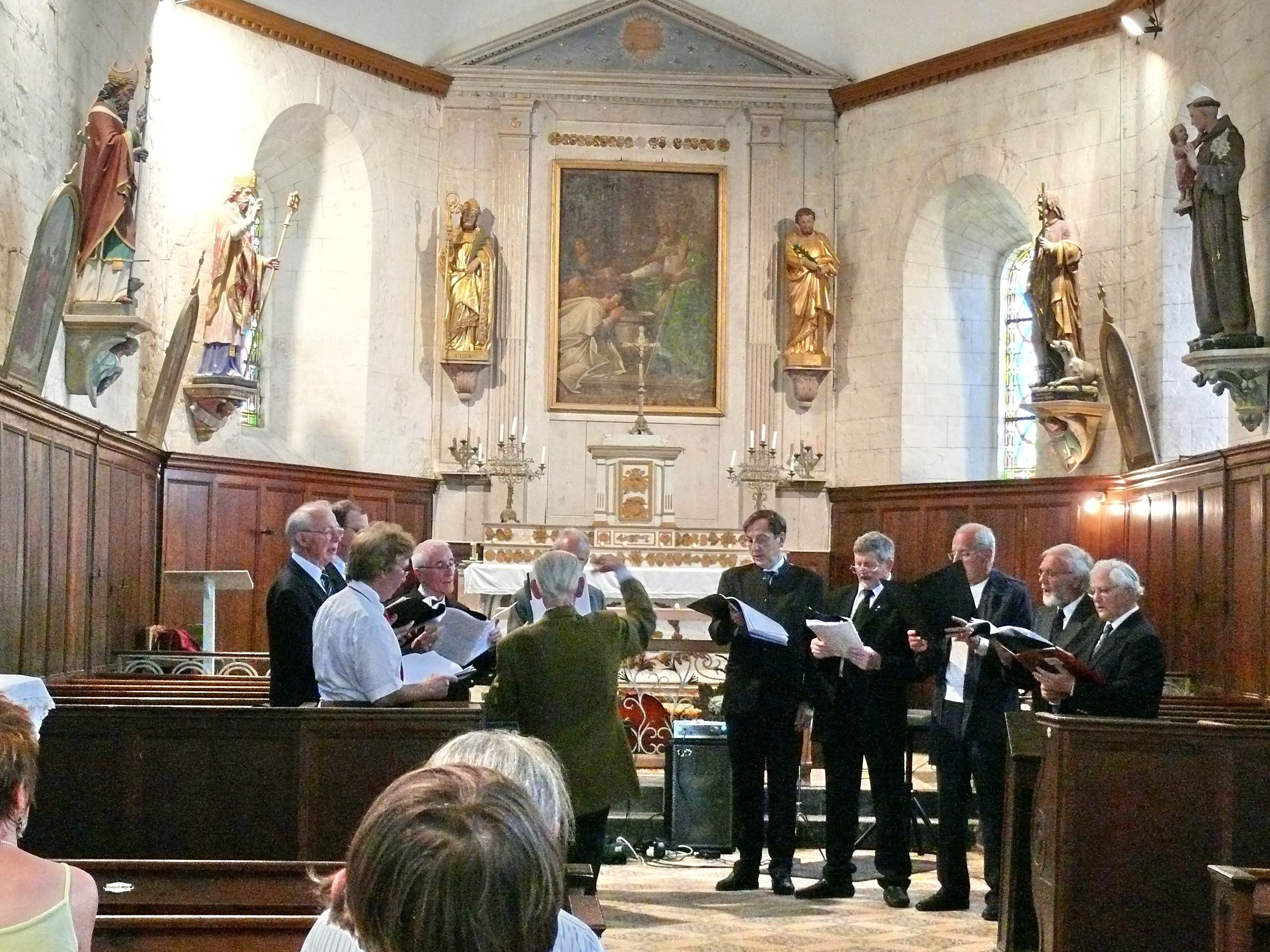
Concert de l'ensemble vocal des Rieux dans l'église Saint-Firmin, lors du festival Essertival de juillet 2007.
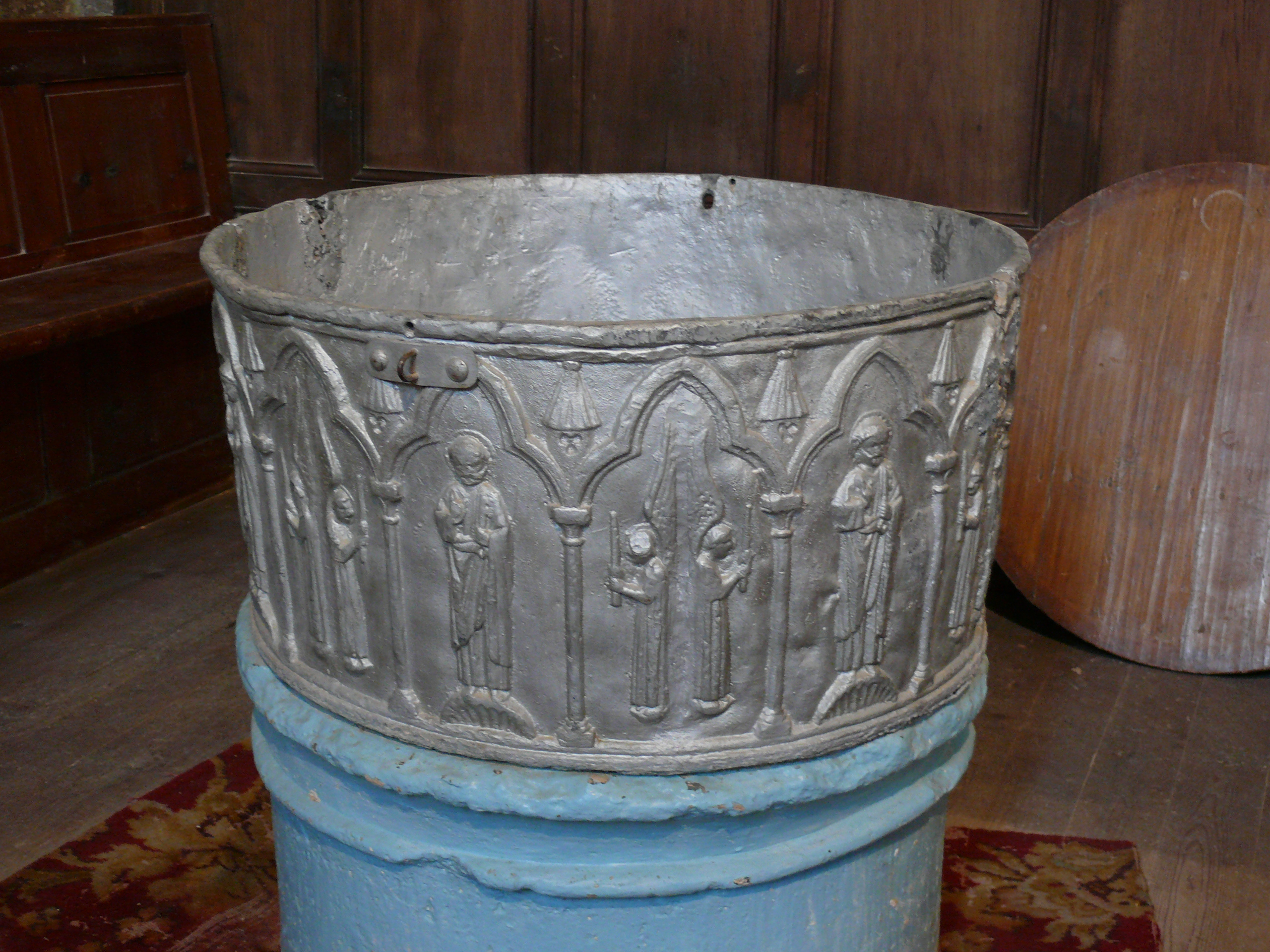
Les fonts baptismaux (XIIIe siècle) de l'église Saint-Firmin.

- Un colombier hexagonal du XVIe siècle au centre d'une cour de ferme, près de l'église, rue Principale. Selon Graves, il s'agit de l'ancienne ferme du chapitre, qui fut un hôtel seigneurial[18].

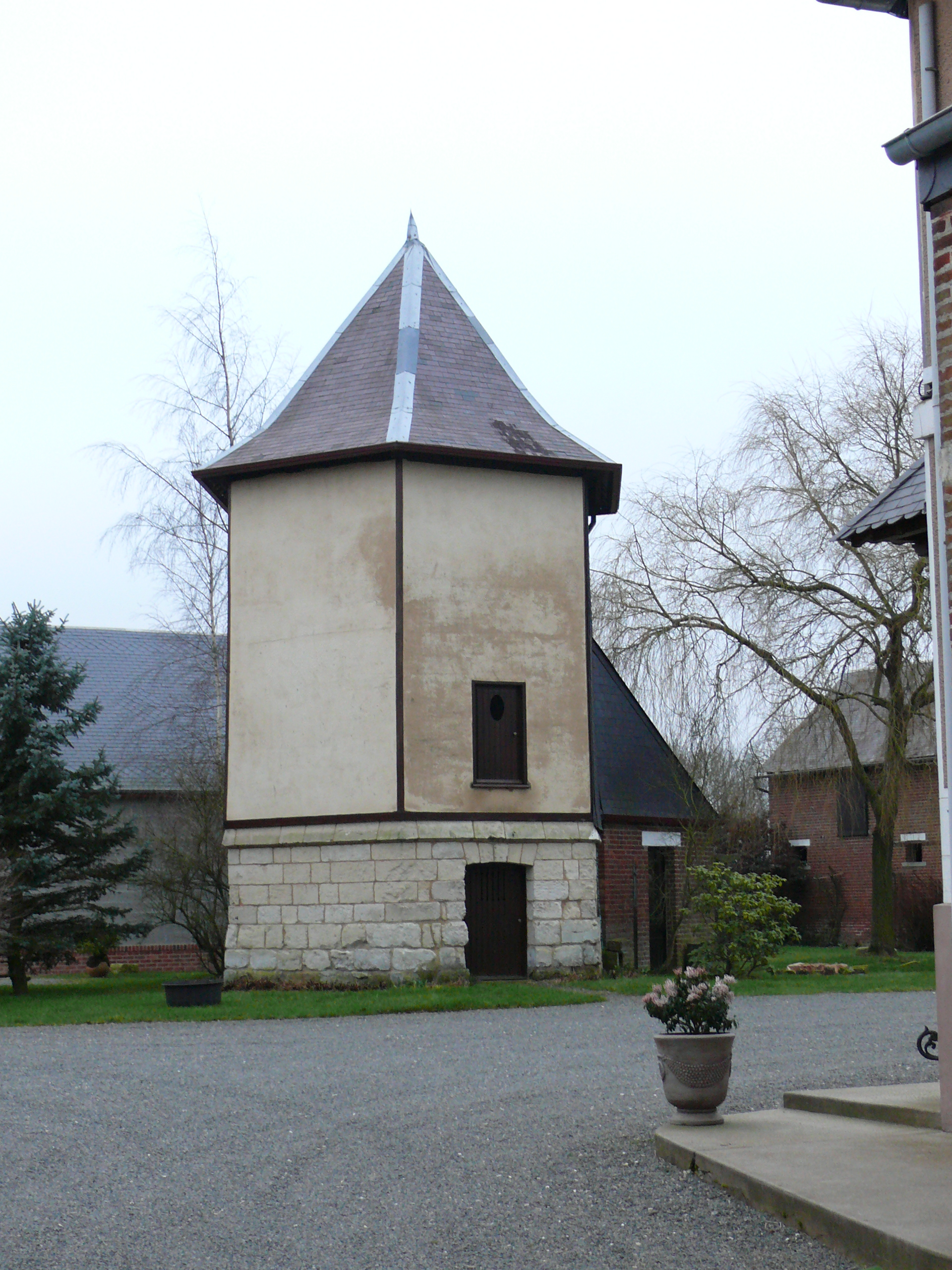
Le colombier.
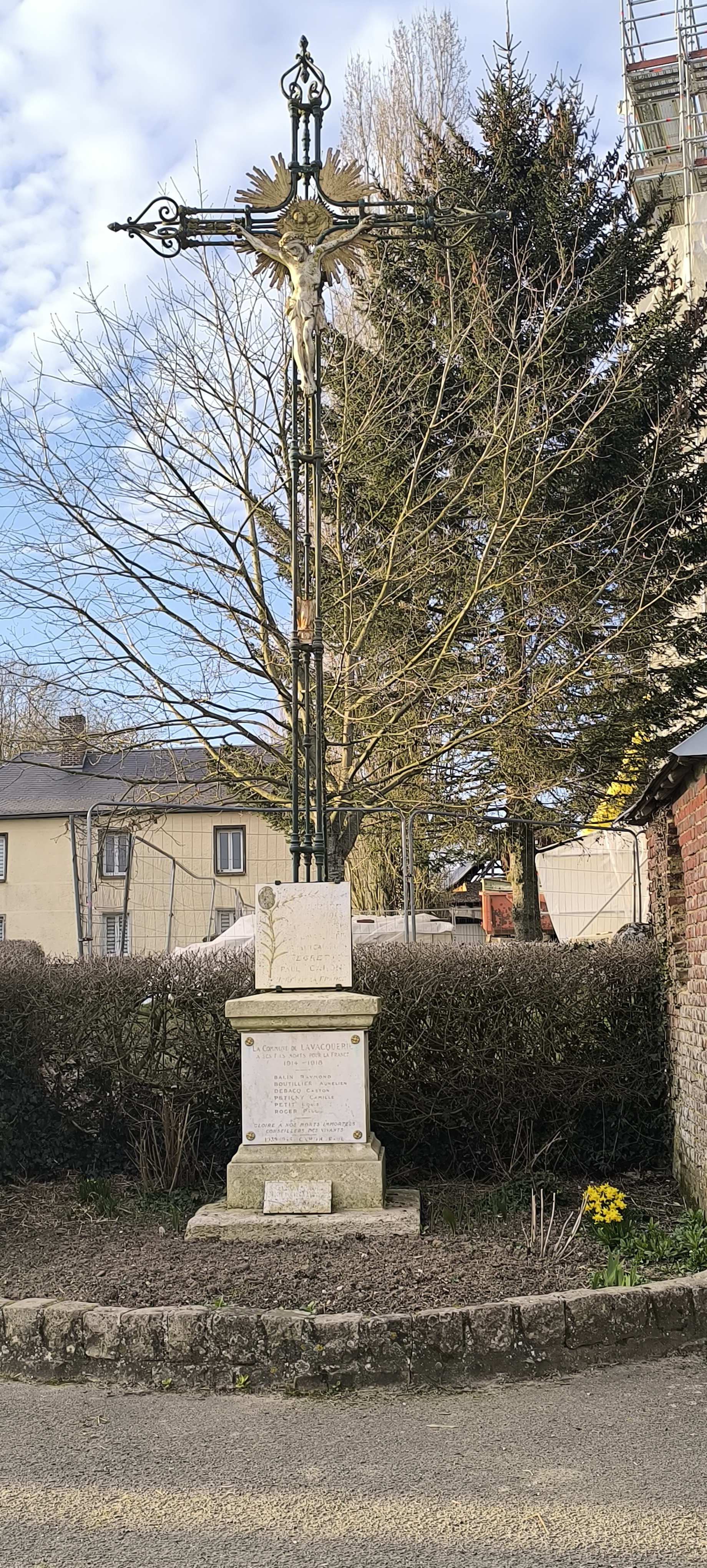
Calvaire-Monument aux morts.
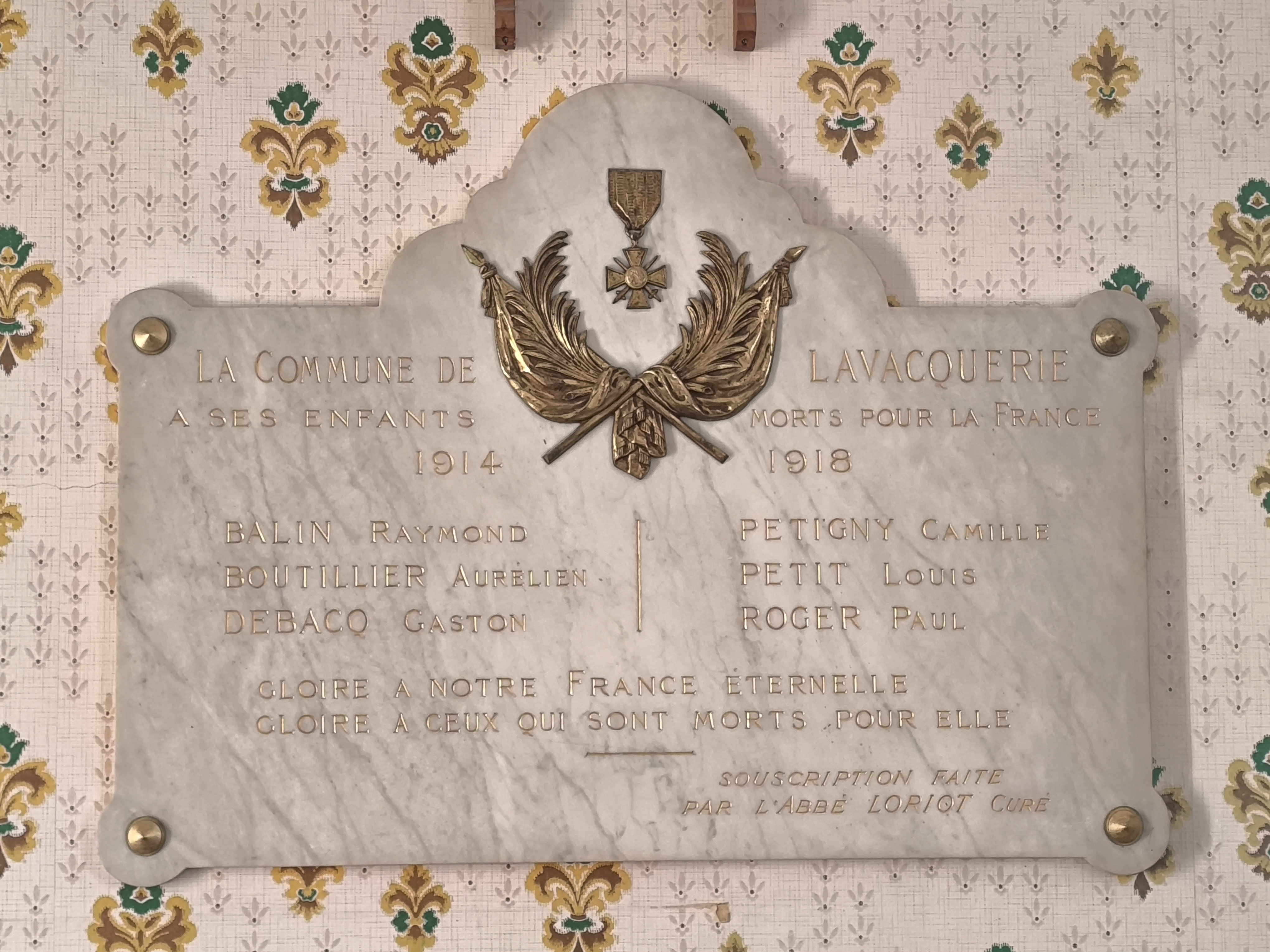
Plaque commémorative des soldats morts pour la France 1914-1918, en mairie.
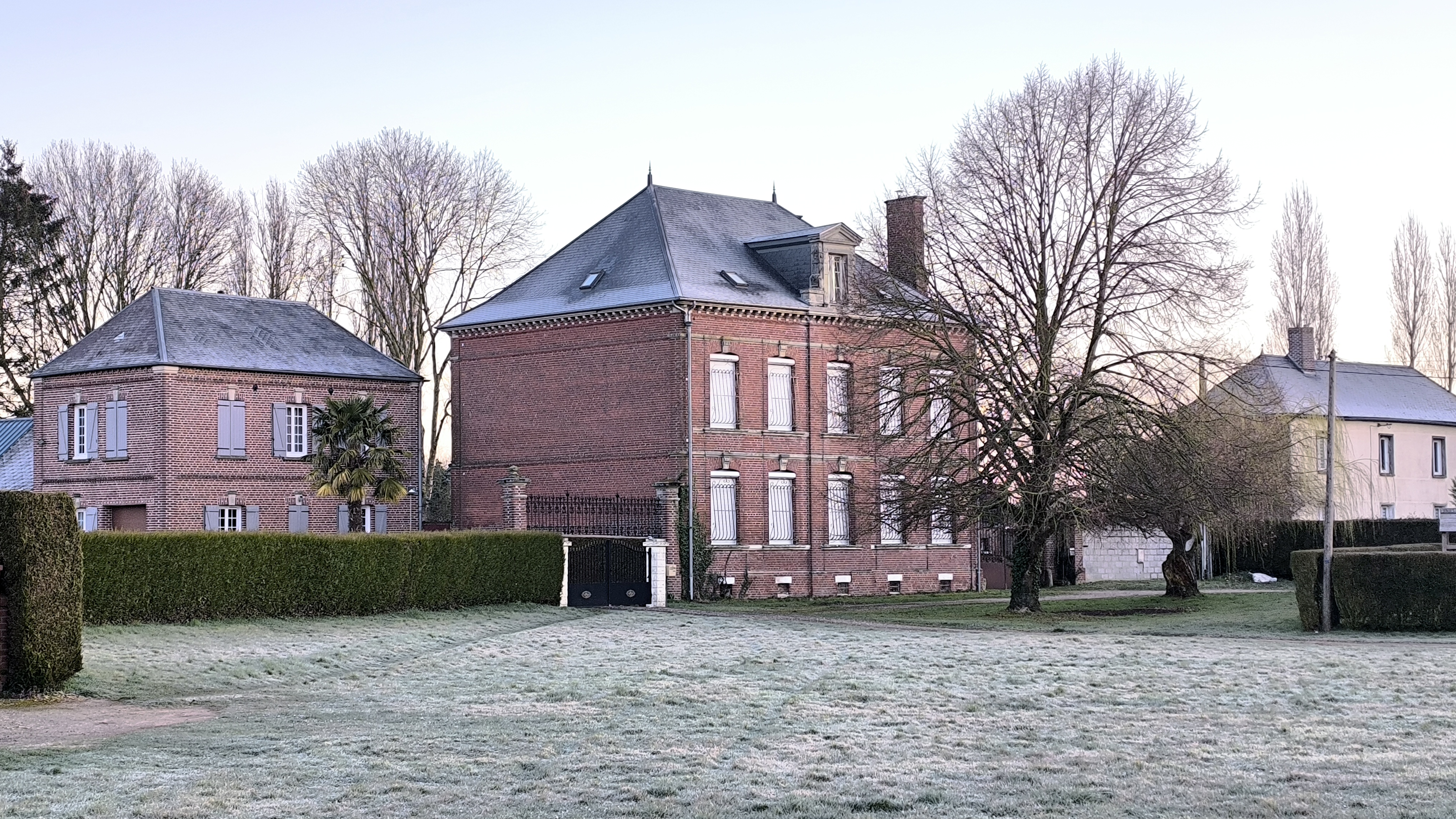
Maisons de maîtres, à côté de l'église.

### Personnalités liées à la commune
- Les sculpteurs Charles Correia et Achiam y avaient une maison.
- Jacques Cathy[46], comédien et chansonnier, y a résidé.